# Федін Ілля Альбертович
Ілля Альбертович Федін (рос. Илья Альбертович Федин; 6 травня 1989, смт. Підгорний, СРСР) — російський хокеїст, лівий нападник. Виступає за «Молот-Прикам'я» (Перм) у Вищій хокейній лізі. 
Вихованець хокейної школи «Сокіл» (Красноярськ). Виступав за «Авангард» (Омськ), «Іжсталь» (Іжевськ), «Атлант» (Митищі), ХК «Рязань», «Митищінські Атланти», «Титан» (Клин). 